# Notranje Gorice
Notranje Gorice – wieś w Słowenii, w gminie Brezovica. W 2018 roku liczyła 1929 mieszkańców.